# District de Senica
Le district de Senica est l'un des 79 districts de Slovaquie dans la région de Trnava.

## Démographie

### Évolution de la population
| Année:               | 1994.  | 2004.   | 2014.   | 2024.   |
| -------------------- | ------ | ------- | ------- | ------- |
| Nombre de personnes: | 60 540 | 60 843  | 60 725  | 58 776  |
| Différence:          |        | +0,50 % | -0,19 % | -3,20 % |

| Année:               | 2023.  | 2024.   |
| -------------------- | ------ | ------- |
| Nombre de personnes: | 58 980 | 58 776  |
| Différence:          |        | -0,34 % |

## Liste des communes
Source :

### Ville
- Senica
- Šaštín-Stráže

### Villages
Bílkove Humence | Borský Mikuláš | Borský Svätý Jur | Cerová | Čáry | Častkov | Dojč | Hlboké | Hradište pod Vrátnom | Jablonica | Koválov | Kuklov | Kúty | Lakšárska Nová Ves | Moravský Svätý Ján | Osuské | Plavecký Peter | Podbranč | Prietrž | Prievaly | Rohov | Rovensko | Rybky | Sekule  | Smolinské | Smrdáky | Sobotište | Šajdíkove Humence | Štefanov